# Siergiej Kosmynin
Siergiej Michajłowicz Kosmynin (ros. Сергей Михайлович Космынин, ur. 26 maja 1964 w Mieżdurieczensku) – radziecki, a potem rosyjski judoka. Olimpijczyk z Barcelony 1992, gdzie zajął 24. miejsce w wadze półlekkiej.
Brązowy medalista mistrzostw świata w 1989, 1991 i 1993. Startował w Pucharze Świata w 1991 i 1996. Zdobył sześć medali na mistrzostwach Europy w latach 1987-1994. Wygrał akademickie MŚ w 1986 i 1988. Mistrz Rosji w 1992 i 1994, a także WNP w 1992. Mistrz ZSRR w 1987 i 1989; drugi w 1988 roku.

## Letnie Igrzyska Olimpijskie 1992
| Konkurencja | Eliminacje             | Klas. końcowa |
| Konkurencja | Przeciwnik I           | Miejsce       |
| ----------- | ---------------------- | ------------- |
| 65 kg       | Pavel Petřikov (TCH) P | 24.           |